# Progeny
Progeny is een Amerikaanse sciencefictionfilm uit 1998 onder regie van Brian Yuzna met onder anderen Arnold Vosloo, Jillian McWhirter en Brad Dourif. Het verhaal is geschreven door onder anderen Stuart Gordon die bekendstaat om zijn cultklassieker Re-Animator (1985).

## Plot
Dr. Craig Burton (Arnold Vosloo) en Sherry Burton (Jillian McWhirter) proberen al lange tijd een kind te krijgen, maar het wil niet lukken. Op een avond zijn er plots 2 uur voorbij tijdens het vrijen, enige tijd later ontdekt Sherry dat ze echt zwanger is. Na een tijd gebeuren er enkele vreemde gebeurtenissen, en Craig vertrouwt het niet helemaal. Na het zien van een interview op TV met Dr. Bert Clavell over alien ontvoeringen besluit Craig om Dr. Bert erbij te halen. In gehypnotiseerde toestand vertelt ze dat ze door buitenaardse wezens is ontvoerd en geïnsemineerd. Craig wil dat zijn vrouw abortus laat uitvoeren, maar Sherry wil hier niets van weten en zondert zich af. Dit gebeurt mede door de vreemde "baby" die zich in haar lichaam bevindt. Craig besluit later om tegen Sherry's wil in haar mee te nemen en haar te bevrijden van de alien-baby.

## Nominaties en prijzen
Progeny werd genomineerd voor beste film bij het Fantasporto Festival maar won niet.

## Achtergrondinformatie
Progeny werd gemaakt vlak voor The Dentist 2, welke film ook door Brian Yuzna geregisseerd was. In Progeny spelen onder anderen Arnold Vosloo (The Mummy), Jillian McWhirter (The Dentist 2) en Brad Dourif, die bekend is van zijn stem van Chucky in Child's Play.

## Rolbezetting
Hoofdpersonages
| Acteur             | Personage         |
| ------------------ | ----------------- |
| Dr. Graig Burton   | Arnold Vosloo     |
| Sherry Burton      | Jilliam McWhirter |
| Dr. Bert Clavell   | Brad Dourif       |
| Dr. Susan Lamarche | Lindsay Crouse    |
| Dr. David Wetherly | Wilford Brimley   |
| Eric Davidson      | Willard E. Pugh   |
| Dr. Duke Kelly     | David Wells       |
| Nurse Ida          | Jan Hoag          |
| Night Nurse        | Lydia De Luccia   |
| Jimmy Stevens      | Don Calfa         |